# Windrush (rzeka)
Windrush – rzeka w Anglii, wchodząca w skład dorzecza Tamizy.
Windrush rozpoczyna się we wzgórzach Cotswolds w Gloucestershire na północny wschód od Taddington, która jest na północ od Guiting Power, Temple Guiting, Ford i Cutsdean.